# 32262 Marinferrais
32262 Marinferrais è un asteroide della fascia principale. Scoperto nel 2000, presenta un'orbita caratterizzata da un semiasse maggiore pari a 2,576133 UA e da un'eccentricità di 0,141997, inclinata di 1,654105° rispetto all'eclittica. Ha un periodo di rotazione di 10,11 ore.